# Jiří Válek (1940)
Jiří Válek (* 4. června 1940 v Olomouci) je český flétnista, hudební skladatel a pedagog.

## Život a dílo
V letech 1954–1959 studoval hru na flétnu na Vyšší hudební škole v Kroměříži u Roberta Slámy. Na AMU, kde absolvoval v roce 1964, byl žákem Josefa Boka a Františka Čecha. V letech 1975–2006 byl sóloflétnistou orchestru České filharmonie.
Již během studií se výrazně uplatňoval jako sólista. Vystupoval na Mezinárodním hudebním festivalu Pražské jaro, v abonentních cyklech České filharmonie a Symfonického orchestru hlavního města Prahy FOK, s Pražským komorním orchestrem i se zahraničními ansámbly.
Věnoval se také komorní hře: v letech 1964–1975 byl členem Českého noneta a od sedmdesátých let souboru Ars rediviva.
S oběma těmito ansámbly i jako sólista realizoval řadu nahrávek pro Supraphon, Panton, Chandos, Naxos, Vanguard Classics, Pony Canyon, Nippon a některé další hudební vydavatelství a také pro české i zahraniční rozhlasové a televizní stanice. Jeho souborná nahrávka flétnových sonát Georga Friedricha Händela byla v roce 1978 oceněna Zlatou deskou Supraphonu i zahraniční odbornou kritikou (podrobněji Diskografie Ars rediviva).
Významně se uplatnil také v oblasti jazzu. Napsal a nahrál několik desítek skladeb a spolupracoval s předními osobnostmi tohoto žánru.
Je renomovaným pedagogem. Od sedmdesátých let vyučuje na pražské AMU, v roce 1997 byl jmenován profesorem její Hudební fakulty. Pravidelně působí jako docent interpretačních kurzů a v porotách mezinárodních interpretačních soutěží (soutěž Mezinárodního hudebního festivalu Pražské jaro, Linec, Ženeva).
Jeho žáky jsou např. Roman Novotný, Jaroslav Pelikán, Jana Brejchová, Hana Knauerová.
Pro své brilantní technické dispozice, kultivovanost a stylovou dokonalost je pokládán za jednoho z nejvýraznějších představitelů české flétnové školy.